# Пођо деј Пини (Каљари)
Пођо деј Пини је насеље у Италији у округу Каљари, региону Сардинија.
Према процени из 2011. у насељу је живело 2444 становника. Насеље се налази на надморској висини од 73 м.